# Gormiti, che miti
Gormiti, che miti o anche Gormiti - Il ritorno dei Signori della Natura, è una serie televisiva a cartoni animati frutto della collaborazione di Giochi Preziosi e Marathon Media, basata sui personaggi dei Gormiti creati da Leandro Consumi e Gianfranco Enrietto. Le puntate sono andate in onda su Italia 1 dal 27 ottobre 2008 con mezzi episodi di 10 minuti con cadenza irregolare, spesso interrotti e riproposti a distanza di mesi. Dal 4 ottobre 2010 sono andate in onda su Boing le repliche della serie.
Dal 31 ottobre 2009 esordisce il seguito: Gormiti - L'era dell'eclissi suprema su Italia 1, costituita da 26 episodi da 20 minuti circa.
Dal 30 ottobre 2010 su Italia 1 si chiude la trilogia con la terza serie intitolata: Gormiti - L'evoluzione Neorganic con soli 13 episodi da 20 minuti circa. Gli ultimi 4 episodi sono andati in anteprima l'11 agosto 2011 su Premium Play.
La serie animata è il seguito di Gormiti Final Evolution.

## Trama
Toby Tripp, Nick Tripp, Lucas Wanson e Jessica Herleins sono un gruppo di quattro ragazzi incaricati da Razzle di mantenere la pace sul mondo di Gorm. Per farlo possono trasformarsi in Gormiti e acquisire poteri magici. I loro principali nemici sono il Popolo del Vulcano, guidato dal potente e malvagio scagnozzo di Magor, Magmion, che cerca in vari modi di conquistare l'intera isola di Gorm.

## Personaggi

### Signori della Natura
- Tobias "Toby" Tripp

Doppiato da Paolo De Santis
Toby è un ragazzo con i capelli biondi e gli occhi azzurri. Toby ha paura di qualunque tipo di insetto, soprattutto dei ragni, sebbene non siano insetti bensì aracnidi. Ama giocare a calcio e fare scherzi ai suoi amici. È il Signore dell'Acqua ed è in grado di controllare l'acqua dei fiumi e del mare, nella seconda stagione i suoi poteri vengono aumentati dal Sommo Luminescente e viene dotato di un'armatura d'oro mentre nella terza, dopo il furto degli Occhi della Vita può trasformarsi nel Signore del Mare grazie al suo amuleto e dell'acqua pulita.
- Nicholas "Nick" Tripp

Doppiato da Massimo Di Benedetto
Nick è un ragazzo dai capelli castani e gli occhiali, ed è considerato il nerd del gruppo. È il fratello minore di Toby, ed il suo più grande difetto è il non riuscire a mantenere un segreto. Nei panni di Gorm è il Signore della Terra ed è in grado di controllare le rocce e le pietre, nella seconda stagione il Sommo Luminescente aumenta le sue facoltà e lo dota di un'armatura d'oro mentre nella terza con una semplice roccia ed il suo amuleto può diventare il Signore della Terra.
- Lucas Wanson

Doppiato da Federico Zanandrea
Lucas è un ragazzo dai capelli castani, un grande amante della natura. Adora il giardinaggio e la scuola. Nei panni di Gorm è il Signore della Foresta e in grado di controllare gli alberi e le piante, ed ha un amore sproporzionato per l'ambiente. Nella seconda serie Lucas riceve nuovi poteri e un'armatura d'oro dal Sommo Luminescente mentre nella terza gli bastano il suo amuleto e una foglia per trasformarsi.
- Jessica Herleins

Doppiata da Patrizia Mottola e Marcella Silvestri
Jessica è una ragazza dai capelli biondi raccolti in una coda e gli occhi azzurri. È una persona ottimista e coraggiosa, sempre pronta a rischiare tutto pur di aiutare i propri amici. In forma di Gorm è la Signora dell'Aria in grado di controllare i venti, ed è l'unica fornita di un paio di ali che le consentono di volare. Nella seconda serie grazie al Sommo Luminescente riceve nuovi poteri e un paio di ali rinnovate oltre all'armatura d'oro, nella terza serie grazie all'aria pura ed al suo amuleto può raggiungere l'essenza di Signore di Gorm.

## Gormiti - Il ritorno dei Signori della Natura

### Popolo della Terra
Rocciatauro
Valoroso combattente del Popolo della Terra, sembra essere considerato da Mangiaterra e Lanciamassi il proprio Leader, tanto da sedere sul trono della Fortezza di Roccia. Ha corna taurine e attacca con dei martelli di roccia. Quando lotta nel Torneo dei Combattenti della Piana di Astreg indossa un'armatura di pietra grigia. Doppiato da Paolo Sesana.
Trematerra
Gormita della Terra dalle sembianze equine di notevoli dimensioni coperto da una corazza di roccia, i cui pugni fanno scuotere la terra creando terremoti di intensità variabile. Sembra essere, insieme a Schienacciaio, il Leader della tribù del Popolo della Terra che si stanzia lungo un fiume, nonché custode della Pietra Sulfurea. Alla sua prima apparizione resta muto, sembrando preferire le azioni alle parole, ma successivamente ha un ruolo molto maggiore, difendendo i Gormiti della Terra da Malvagius il Terribile e combattendo a fianco dei Signori della Natura. Doppiato da Paolo Sesana.
Schienacciaio
Gormita la cui caratteristica principale è chiudersi a palla per rotolare contro il nemico e investirlo con la sua schiena d'acciaio. Insieme a Trematerra è uno dei custodi della Pietra Sulfurea ed è una delle figure di riferimento del Popolo della Terra. Doppiato da Giorgio Bonino alla sua prima apparizione e da Paolo Sesana alla seconda.
Il Lanciamassi
Gormita della Terra dal corpo composto di roccia scura, capace di chiamare a sé i sassi e le pietre e a lanciarli come proiettili ai propri avversari. Si fida ciecamente di Rocciatauro, che tratta come proprio Leader. Doppiato da Renato Novara.
Mangiaterra
Gormita dotato di un corpo roccioso e struttura longilinea. Considera Rocciatauro il proprio Leader. Doppiato da Luca Bottale.
Gorbattenti della Terra
I comuni abitanti della caverna di Roscamar e della Fortezza di Roccia, costituiscono un importante linea di difesa dell' l'intero popolo.

### Popolo della Foresta
Troncannone
Antico Gormita della Foresta dall'aspetto di un tronco cavo, nel quale inserisce sassi che poi spara come se fossero palle di cannone. Parla in maniera molto forbita ed è uno dei principali alleati del Signore della Foresta. Doppiato da Giorgio Bonino.
Frusta Letale
Combattente del Popolo della Foresta che lotta nel Torneo dei Combattenti della Piana di Astreg. La sua caratteristica principale è la liana allungabile che ha al posto del braccio sinistro. Quando combatte nel Torneo indossa un'armatura fatta di corteccia e lotta con l'ausilio di un bastone. In un primo momento non si fida dei Signori della Natura, ma poi diventa un fedele seguace del Signore della Foresta. Doppiato da Gianluca Iacono alla sua prima apparizione, da Paolo Sesana in quelle successive nella prima serie e da Stefano Albertini nella sua unica apparizione ne L'era dell'eclissi suprema.
Mimeticus, il Veloce
Gormita della Foresta dal volto di pianta. La sua caratteristica principale è l'abilità a mimetizzarsi, cosa che gli riesce possibile grazie alla velocità della sua corsa. Riesce a imprigionare Lavion in un varco dimensionale, ma nel farlo si trasforma in un vero e proprio albero, cosa che ha stravolto il suo aspetto rendendolo più spento nei colori. Riesce a tornare alla normalità grazie ai Signori della Natura. Doppiato da Giorgio Bonino.
Florus, l'Avvelenatore
Gormita dall'aspetto di un gigantesco fiore. Non conta apparizioni particolari, limitandosi a comparire nelle scene di gruppo. Doppiato da Guido Rutta.
Il Picchiatore
Gormita dal corpo e massiccio e dal viso composto da un'unica foglia gigante. Come Florus, si limita alle apparizioni di gruppo, ma si distingue quando arresta Jessica insieme a un Gorbattente della Foresta.
Sporius
Gormita dall'aspetto di un enorme fungo. Si limita alle scene di gruppo.
Supplizio, il Torturatore
Gormita il cui aspetto ricorda un cactus. Contrariamente agli altri Gormiti della Foresta, è molto sadico e spietato. Doppiato da Luca Bottale.

### Popolo del Mare
Medusantica
Gormita del Mare dall'aspetto di una grande medusa. Sembra essere considerata il Leader di Cavarex, che la chiama "capo". Nonostante sia una femmina ha una voce maschile: è infatti doppiata da Diego Sabre.
Martello, il Predatore
Gormita dall'aspetto di uno squalo martello, è uno dei partecipanti al Torneo dei Combattimenti, in occasione del quale indossa un'armatura fatta di corallo e utilizza un tridente per combattere. Il suo coraggio è provato anche dal fatto che si lancia senza timore contro Magmion e Drakkon quando il primo avvelena il Mare con un incantesimo. Doppiato da Massimiliano Lotti.
Mantra, l'Implacabile
Gormita caratterizzata dalle pinne taglienti che le coprono il corpo, sembra essere considerata la Leader di una tribù del Popolo del Mare di cui fanno parte anche Delos, Grankios e Helico. Nonostante sia una femmina, è doppiata da Giorgio Bonino.
Tenaglia, il Terribile
Gigantesco crostaceo con un occhio solo. Combatte insieme a Martello e sembra avere una grande dose di rispetto nei confronti di Tartantica. Doppiato da Paolo Sesana.
Grankios, il Vendicatore
Granchio gigante del Popolo del Mare. Viene ipnotizzato da Sparafuoco, di cui diventa una sorta di braccio destro, ma una volta rinsavito immobilizza il Gormita del Vulcano insieme a Helico.
Delos, il Conte dei Mari
Gormita dotato di tre occhi, un tentacolo al posto del braccio sinistro e una chela al posto della mano destra. Sembra essere il braccio destro di Mantra. Doppiato da Claudio Moneta.
Helico, il Guardingo
Gormita dall'aspetto di un paguro, le cui braccia sono trivelle. Viene ipnotizzato da Sparafuoco, salvo poi tornare in sé.
Cavarex, il Sergente dei Mari
Gormita di aspetto simile a un cavalluccio marino. Sembra essere un sottoposto di Medusantica. Quando mangia i diamanti di sale nero assume poteri legati al ghiaccio, ma diventa malvagio e si scaglia contro il suo Popolo. Rinsavisce grazie ai Signori della Natura. Doppiato da Giorgio Bonino.
Tartantica, la Veggente
Anziana tartaruga capace di prevedere il futuro. È molto rispettata dai Gormiti del suo Popolo. Doppiata da Caterina Rochira.

### Popolo dell'Aria
La Magica Vedetta
Gormita il cui aspetto ricorda un'ape. È la Leader di una cerchia di Gormiti dell'Aria che comprende Aquila Solitaria, Pungolo e Becco d'Acciaio. Doppiata da Renata Bertolas.
Pungolo, lo Sfuggente
Piccolo Gormita simile ad un insetto la cui caratteristica principale è la velocità. È sempre visto in coppia con Becco d'Acciaio. Dapprima sembra essere un sottoposto di La Magica Vedetta, ma in seguito compare al seguito di Falcosilente. Doppiato da Giorgio Bonino.
Aquila Solitaria
Gormita dell'Aria dall'aspetto d'aquila, privo di senso dell'umorismo. Entra spesso in conflitto col Signore del Mare e col Signore dell'Aria. Doppiato da Paolo Sesana.
Becco d'Acciaio
Gormita dall'immensa apertura alare, dagli occhi verdi e dal lungo becco duro come l'acciaio. Agisce sempre insieme a Pungolo, ed è visto prima come seguace di La Magica Vedetta e poi di Falcosilente. Doppiato da Luca Bottale.
Vorticus, il Tormentatore
Gormita che contrariamente alla maggior parte dei suoi fratelli dell'Aria non ha l'aspetto che ricorda un animale, ma piuttosto un tornado. Viene ipnotizzato da Strappapensieri e attacca il Popolo della Foresta, ma ritorna in sé grazie al Signore della Foresta. Doppiato da Guido Rutta.
Falcosilente, il Conte dei Cieli
Gormita dall'aspetto di un nobile falco. Sembra essere a capo di una fortezza volante dell'Aria abitata anche da Pungolo e Becco d'Acciaio. Viene ingannato dalla falsa pergamena di Lavion e imprigiona i Signori della Natura, salvo poi lottare al loro fianco per sconfiggere il Signore del Vulcano. Doppiato da Paolo Sesana.

### Popolo del Vulcano
Magmion
Leader del Popolo del Vulcano. È il solo Gormita ad apparire in tutte e tre le serie, insieme al Sommo Luminescente (e ad Obscurio se si considera la sua "presenza" nell'episodio della prima stagione "La Corona di Obscurio"). Ha un braccio - lama, che può fungere da lanciafiamme, ed una lunga coda da lucertola. Ne L'era dell'eclissi suprema diventa il comandante in seconda rispetto a Obscurio. Ne L'evoluzione Neorganic il suo braccio si trasforma in una mazza, potenziato da Magor. Doppiato da Pietro Ubaldi.
Lavion
Signore del Vulcano e comandante in seconda di Magmion, con cui ha un rapporto di rispetto reciproco che sfocia di tanto in tanto nella competizione. È estremamente vanitoso ed egocentrico. Ha una chela viola al posto di un braccio. Il suo braccio destro è Bombos Potenza di Fuoco. Doppiato da Claudio Moneta nella prima serie e da Lorenzo Scattorin nella seconda.
Orrore Profondo
Signore del Vulcano e comandante in terza dopo Magmion e Lavion, sebbene nel cartone abbia un ruolo molto minore e sembri non essere più considerato un Signore a tutti gli effetti. Ha ali scheletriche, un volto a forma di teschio ed un lanciafiamme al posto di un braccio. Doppiato da Pietro Ubaldi.
Lavor, il Potente
Uno tra i più potenti Gormiti del Vulcano e servitore di Magmion (sebbene fosse prima un servitore di Lavion). Il suo volto ha forma conica ed i suoi occhi hanno forma geometrica. È il Gormita del Vulcano che appare di più nella serie e sembra quasi ricoprire il ruolo di un quarto Signore del Vulcano, tanto da essere l'unico a comparire nella sigla al fianco dei tre Signori. Doppiato da Claudio Moneta nella prima serie e da Oliviero Corbetta nella seconda.
Bombos Potenza di Fuoco
Braccio destro di Lavion (sebbene nella carta venga descritto come un servitore fedele di Orrore Profondo). Sul corpo ha numerosi crateri dai quali può sparare numerosi getti di fuoco e lava. La testa principale si trova spesso a litigare con le due bocche che ha sul petto. Non conta nessuna apparizione in assenza da Lavion. Doppiato da Luca Bottale.
Electricon
Sottoposto di Magmion, attacca utilizzando scariche elettriche. Doppiato da Luca Bottale.
Lo Strappapensieri
Potente Gormita del Vulcano che agisce da solo. Ha un forte potere mentale. Alla sua prima apparizione ipnotizza Vorticus il Tormentatore e il Signore del Mare per scatenare una guerra tra i Popoli di Gorm, alla sua seconda apparizione sviluppa una forza mentale tale da permettergli di immobilizzare l'intero Popolo della Foresta, ma il suo potere gli si ritorce contro quando tenta di fare lo stesso con l'Antico Guardiano Troncalion. Doppiato da Pietro Ubaldi nella sua prima apparizione e da Claudio Moneta nella seconda.
Maglio Infuocato
Gormita del Vulcano esiliato da Magmion per un litigio. Alla sua prima apparizione finge di allearsi con Toby per poi tradirlo per farsi accettare nuovamente da Magmion, salvo poi mancare di rispetto al proprio Signore, finendo nuovamente esiliato. Alla sua seconda apparizione ottiene un'armatura che gli permette di rubare i poteri degli altri Gormiti, grazie alla quale riesce a sconfiggere persino Lavion e Magmion.  Doppiato da Giorgio Bonino.
Insecticus
Sottoposto di Magmion dall'aspetto di insetto dotato di una puntura che riduce in dimensioni microscopiche chiunque venga colpito. È in grado a sua volta di cambiare statura a suo piacimento. Doppiato da Luca Bottale.
Aracno, il Crudele
Fedelissimo servitore di Magmion dall'aspetto di ragno. Può sparare un letale acido dalla bocca. Doppiato da Gianluca Iacono.
Il Guardiano Urlante
Gormita del Vulcano il cui corpo è fatto prevalentemente di artigli di magma. Il suo potere principale è costituito dai suoi urli, con i quali è capace persino di aprire il terreno. Nella serie animata non parla mai, ma si esprime solo tramite urli e risate.
L'Anonimo Multiforme
Potentissimo Gormita al servizio di Lavion. Il suo corpo non ha una forma ben definita, ma può cambiare aspetto a suo piacimento, diventando persino invisibile. È per questa sua caratteristica che Lavion lo seleziona per intrufolarsi nella Fortezza di Roccia e vendicarsi di Rocciatauro. Attacca con sfere elettromagnetiche. Doppiato da Guido Rutta.
Il Mastodontico
Sottoposto di Lavion dall'aspetto colossale, con degli spuntoni di roccia sulle spalle. Utilizza una frusta di cui va molto fiero. Il suo atteggiamento è molto diverso rispetto a come è descritto nelle carte, dal momento che qui preferisce utilizzare la frusta che la forza fisica. Doppiato da Paolo Sesana.
Sparafuoco
Gormita del Vulcano dotato di un unico, gigantesco occhio dal potere ipnotizzante. Spara lingue di fuoco dalle dita. Doppiato da Sergio Romanò.
Malvagius, il Terribile
Servo di Magmion (sebbene fosse prima un servitore di Lavion, che qui definisce addirittura "imbranato") dall'aspetto di un demone. Va molto fiero della propria malvagità e pronuncia continuamente il proprio nome. Doppiato da Pietro Ubaldi.
L'Angelo Infuocato
Gormita del Vulcano dall'aspetto di un demone infuocato alato. Conta un'unica apparizione di pochi secondi nella serie al fianco di Magmion in cui si limita ad attaccare Schienacciaio con palle di fuoco dal cielo.

## Gormiti - L'era dell'eclissi suprema

### Popolo della Terra
Cinghiataurus
Gormita il cui aspetto ricorda quello di un cinghiale bipede fatto di roccia. La forza dei suoi pugni, come quella di Trematerra, è in grado di scuotere la terra. Viene reso cieco da un incantesimo di Armageddon. Doppiato da Paolo Sesana.
Diamantes
Gormita il cui corpo è parzialmente composto da diamanti, che utilizza anche per attaccare. Viene rapito da Magmion ma riesce a fuggire grazie ai Signori della Natura. Doppiato da Massimiliano Lotti.
Franaroccia
Gormita della Terra che vive all'interno di una montagna. Protegge il monolite che contiene i Talismani della Saggezza, che donano al Popolo della Terra l'onniscienza.
Meteorix, il Caduto
Gormita che, come Schienacciaio, si appallottola per attaccare l'avversario. Si scaglia contro Magmion, ma per colpa dell'incantesimo di Obscurio che ha reso goffi e imbranati i Gormiti della Terra finisce dentro una pozza lavica, ma viene salvato dai Signori della Natura. Doppiato da Stefano Albertini.
Pachidermion, lo Stolto
Gormita della Terra che ricorda un elefante. Compare per pochi secondi quando Magmion, Lavion e Armageddon attaccano il Popolo della Terra per rapire Cinghiataurus.

### Popolo della Foresta
Cornolmo, l'Inarrestabile
Gormita della Foresta dalle lunghe spalle appuntite. Viene rapito da Magmion e Armageddon per il rito dell'Anello dell'Eternità, e lo si vede in un secondo momento quando Obscurio rende codardi i Gormiti della Foresta. Doppiato da Massimiliano Lotti.
Faunante, l'Arciere Silente
Abile arciere del Popolo della Foresta. Compare quando il Popolo della Foresta viene reso codardo da Obscurio. Doppiato da Oliviero Corbetta.
Querciannone
Gormita dotato di due cannoni sulle spalle. Magmion, Lavor e Ciclops tentano di rapirlo per riportare Obscurio su Gorm. Doppiato da Stefano Albertini.

### Popolo del Mare
Gorgous, il Crea Gorghi
Gormita del Mare dotato di tubi e tentacoli il cui potere principale è creare gorghi e vortici marini. Doppiato da Massimiliano Lotti.
Ipnopotamo, il Veggente
Gigantesco ippopotamo che può prevedere avvenimenti vicini nel tempo grazie alle visioni di cui è oggetto. Insieme a Rospalude protegge la fortezza mobile di Oceantica. Non sembra fidarsi molto dei Signori della Natura. Doppiato da Paolo Sesana.
Rospalude, la Forzuta
Gormita dall'aspetto di un rospo, in grado di attaccare sputando acido. Sebbene sia una femmina, è doppiata da Stefano Albertini e Paolo Sesana.
Sonorca, la Martellatrice
Gormita le cui braccia terminano in due teste di orca. La sua principale tecnica d'attacco consiste nello stordire i nemici con onde sonore. Nonostante sia una femmina, è doppiata da Massimiliano Lotti.
Stellante, lo Spietato
Gormita la cui testa è una stella marina, e stelle marine sono le armi che usa per combattere. Agisce come Leader del Popolo del Mare quando Toby è assente. Doppiato da Sergio Romanò.

### Popolo dell'Aria
Bertz, il Consigliere dei Cieli
Leader del Popolo dell'Aria in assenza di Jessica, è un guerriero valoroso e un braccio destro fedele per il Signore dell'Aria. Doppiato da Massimiliano Lotti.
Morsicor, lo Stritolatore
Gormita che ha due becchi supplementari al posto delle mani. Doppiato da Luca Ghignone.
Picchiavex, il Trivellante
Gormita alato con due trivelle al posto delle mani. 
Rondor, lo Scudo Alato
Gormita dell'Aria protetto da una corazza e dotato di lame taglienti sulle braccia.
Sirgius, il Beccante
Gormita privo di braccia ma dotato di sole ali e di un becco gigantesco, nonché comandante in seconda rispetto a Bertz. Doppiato da Lorenzo Scattorin e Oliviero Corbetta.

### Popolo del Vulcano
Armageddon
Signore del Vulcano, ex Signore del Metallo e vecchio alleato di Obscurio, Magmion e Lavion. Proprio come Sommo Luminescente e Obscurio fa qui il suo ritorno su Gorm (sebbene non si sappia come). Si trova spesso in conflitto con Magmion, dal momento che entrambi vogliono essere apprezzati dal Signore delle Tenebre. Doppiato da Dario Oppido.
Ciclops
Gormita del Vulcano dall'unico occhio con cui è in grado di ipnotizzare. Ricorda molto Sparafuoco. Doppiato da Sergio Romanò.
Moloch, il Lentauro
Potente guerriero del Popolo del Vulcano dal corpo coperto di aculei. Doppiato da Claudio Ridolfo e Giorgio Bonino.
Urlo Cieco, l'Assordante
Il più pericoloso tra i Gormiti del Vulcano: è in grado di stordire i nemici con i propri urli e spostandosi gli occhi sui palmi delle mani può vedere a 360°. In un episodio inserisce il proprio occhio nella bussola utilizzata dai Signori della Natura per poter seguire i loro spostamenti a distanza. Doppiato da Giorgio Bonino.
Xiron
Gigantesco ragno infuocato del Popolo del Vulcano: per questa ragione ricorda Aracno. Doppiato da Oliviero Corbetta.

### Popolo della Luce
Sommo Luminescente
Signore della Luce. Viene invocato da Jessica, Nick, Lucas e Toby nell'ultimo episodio de Il ritorno dei Signori della Natura. Ne L'era dell'eclissi suprema concede nuovi poteri ai ragazzi.
Doppiato da Paolo Sesana

### Popolo delle Tenebre
Obscurio
Signore delle Tenebre e nemico giurato del Sommo Luminescente. Viene invocato da Magmion, insieme ad Armageddon all'inizio de L'era dell'eclissi suprema. Torna ne L'evoluzione Neorganic.
Doppiato da Marco Balzarotti
Incubion, il Nero Tormento
Terrificante Gormita delle Tenebre molto simile ad Obscurio. Era sigillato in una sala segreta nei territori del Popolo del Mare ma viene liberato da Magmion, Armageddon, Xiron e Moloch. Doppiato da Claudio Ridolfo.
Oneiron, il Nero Terrore
Spaventoso Gormita delle Tenebre dalla vista a 360°. Era sigillato in una sala segreta nei territori del Popolo del Mare ma viene liberato da Magmion, Armageddon, Xiron e Moloch. Doppiato da Massimiliano Lotti.

## Gormiti - L'evoluzione Neorganic

### Popolo della Terra
Frantumante, il Martello Battente
Agile combattente della Terra con due martelli al posto delle mani. Sigilla un varco aperto da Magmion che collega Gorm e la Terra. 
Vangor, lo Scavatore
Guerriero dalle braccia allungabili che spariscono sotto terra e ricompaiono sotto i piedi del nemico. Protegge il Tempio della Fiamma della Terra. Doppiato da Stefano Albertini. 
Cavitus, il Perforante
Gormita della Terra le cui braccia sono fatte di schegge di pietra che vengono scagliate come proiettili contro i nemici. Combatte cavalcando Roscalion e si difende con uno scudo roccioso. 

### Popolo della Foresta
Ederus, il Rampicante
Potente stregone del Popolo della Foresta. Con le sue foglie può guarire gli alberi. 
Cortex, l'Intagliatore
Il più forte guerriero del Popolo della Foresta. In un episodio è incaricato della protezione di Troncalion, essendo l'unico dei Gormiti della Foresta che non vengono colpiti dalla maledizione di Nefastor. Doppiato da Stefano Albertini. 
Artigliante, il Laceratore
Gormita dagli artigli lunghi e affilati.

### Popolo del Mare
Squidus, la Ventosa Marina
Gormita dalla testa di piovra. Accompagna Lucas e Jessica per trovare dell'acqua pulita. 
Balistor, il Balenante
Gormita dalla testa piatta dotato di due cannoni al posto delle mani. 
Lamacquatica il Fendente Marino
Gormita con due lame al posto delle braccia. Non compare mai se non in una scena in cui lo si vede completamente congelato per via di un maleficio di Magor. 

### Popolo dell'Aria
Pikaros
Il più regale dei Gormiti dell'Aria. Si limita alle scene di gruppo.
Tidus, l'Adunco Beccatore
Grande Gormita piumato dal volto azzurro e il grosso becco. 
Vultur, il Guardiano dei Venti
Gormita che ha due cannoni al posto delle braccia con cui può attaccare con vortici.

### Popolo del Male
Nefastor, il Tetro Distruttore
Spaventoso Gormita del Male la cui testa ricorda quella di un calamaro. È talmente fedele a Magor (che lo definisce "il più letale dei miei guerrieri") da voler spodestare Obscurio come suo braccio destro, sebbene il colore del suo corpo denunci la sua subordinazione al Signore delle Tenebre. Doppiato da Luca Bottale. 
Metalloide, il Demolitore
Gormita del Vulcano fatto di metallo le cui mani sembrano delle ruspe. Ricorda un dinosauro. Sembra che Magor lo crei direttamente sulla Terra utilizzando le cianfrusaglie di una discarica e che sempre sulla Terra venga totalmente smembrato dopo la sua sconfitta. 
Petrolius, il Nero Untore
Pericoloso Gormita del Male che inquina le acque con il suo liquido torbido, sparato dai cannoni che ha come braccia. Può anche creare dei guerrieri fatti di petrolio. Sia lui che i suoi burattini fangosi sono tutti doppiati da Oliviero Corbetta. 
Memeltor, il Fondianime
Gormita che ha un cratere al posto della bocca e due cannoni come braccia. Doppiato da Oliviero Corbetta.
Fiammelicus
Il suo corpo è principalmente composto di fiamme: ha persino una barba fiammeggiante sotto la maschera d'acciaio che compone il suo viso. Combatte spesso in coppia con Memeltor. Doppiato da Marco Balbi.

## Altri
Magor
Progenitore dei gormiti del Male. Appare ne L'evoluzione Neorganic, con l'aspetto di un mostro di fuoco. Doppiato da Dario Oppido.
Razzle
Un dinosauro cui il Vecchio Saggio ha affidato il compito di trovare i Signori della Natura. Ne Il ritorno dei Signori della Natura e L'era dell'eclissi suprema funge da guida per i ragazzi, apparendo dal nulla quando ci sono guai su Gorm. Quando compare terrorizza i Signori della Natura per la sorpresa, spesso spaventandosi a sua volta per la loro reazione. Doppiato da Graziano Galoforo.
Vecchio Saggio
Progenitore dei Gormiti del Bene. Appare ne Il ritorno dei Signori della Natura che spiegherà ai quattro ragazzi l'esistenza del quinto Signore della Natura, Il Sommo Luminescente. Poi tornerà in L'evoluzione Neorganic e prenderà il posto di Sommo Luminescente nel Tempio della Luce. Doppiato da Marco Balzarotti nella prima serie e da Antonio Paiola nella terza.

## Frasi di trasformazione
Prima stagione
"Energia vitale di ogni creatura, trasformaci in Signori della Natura, ora!"
Toby: "Mistica energia dei mari!"
Nick: "Potenza suprema della roccia!"
Lucas: "Antica forza della foresta!"
Jessica: "Dominio assoluto dei venti!"
Poteri
Toby: "Energia biomarina, antica chela degli abissi!"
Nick: "Tempesta di roccia, antico maglio di Gorm!"
Lucas: "Liane avvolgenti, mistiche spore velenose!"
Jessica: "Mistico tornado, piume letali all'attacco!"
Seconda stagione
Frasi magiche per l'attivazione delle armature d'oro:
Toby: "Eterno potere delle maree!"
Nick: "Indistruttibile come una montagna!"
Lucas: "Pura forza della rinascita!"
Jessica: "Potere indomabile dei venti!"
Terza stagione
Tramite gli elementi naturali e gli amuleti della luce donati loro dal Vecchio Saggio, i Signori di Gorm possono trasformarsi gridando:
"Per la forza della luce!"
Toby: "Energia vitale dell'acqua!"
Nick: "Forza dirompente della roccia!"
Lucas: "Eterno potere della foresta!"
Jessica: "Infinita energia dei venti!"
Poteri
Toby: "Scudo oceanico, getto abissale, acquablast!"
Nick: "Scudo di roccia, getto di fango, pugno sismico!"
Lucas: "Scudo di foglie, dischi della foresta, pugno rigenerante
Jessica: "Scudo d'aria, energia del vento, ultraflash!"
Poteri combinati
Toby: "Vortice marino!"
Nick: "Vortice di sabbia!"
Lucas: "Vortice di foglie!"
Jessica: "Vortice dei venti!"

## Episodi
| Stagione                                      | Episodi | Prima TV  | N° DVD |
| --------------------------------------------- | ------- | --------- | ------ |
| Gormiti - Il ritorno dei Signori della Natura | 26      | 2008-2009 | 13     |
| Gormiti - L'era dell'eclissi suprema          | 26      | 2009-2010 | 6      |
| Gormiti - L'evoluzione Neorganic              | 13      | 2010-2011 | 6      |

La prima stagione è stata pubblicata interamente in DVD ad opera di Medusa Film dal 2008 al 2009 per un totale di 13 DVD, ognuno dei quali contenente due episodi. Successivamente, nel 2012, è stata distribuita anche la seconda, che a differenza della precedente presenta quattro puntate per disco a cui si aggiungono anche alcuni extra. La terza serie invece è uscita in coda all'edizione DVD del successivo reboot del franchise, Gormiti Nature Unleashed, distribuita in allegato al magazine ufficiale.

### Gormiti - Il ritorno dei Signori della Natura
| Nº | Titolo italiano Francese                                                        | In onda         | In onda                           |
| Nº | Titolo italiano Francese                                                        | Francese        | Italiano                          |
| 1  | La pietra sulfurea / La pietra rubata 「La Pierre de Soufre」                   | 20 ottobre 2008 | 27 ottobre / 28 ottobre 2008      |
| 2  | Lucas mette radici / Un gormita a scuola 「Lucas Vire au Vert」                 | -               | 3 novembre / 4 novembre 2008      |
| 3  | Un tuffo a Gorm / Antico amuleto 「Raz de Marée sur Venture Falls」             | -               | 10 novembre / 11 novembre 2008    |
| 4  | Il torneo segreto / Il punto debole di Magmion 「Le Maître Prisonnier」         | -               | 17 novembre / 18 novembre 2008    |
| 5  | Le statue del falco / Minaccia volante 「Les Bannis」                           | -               | 3 novembre / 4 novembre 2008      |
| 6  | La corona di Obscurio / Il potere dei ricordi 「La Malédiction de la Couronne」 | -               | 16 dicembre / 17 dicembre 2008    |
| 7  | Gli antichi guardiani / Nuovi amici 「Les Gardiens Ancestraux」                 | -               | 18 dicembre / 19 dicembre 2008    |
| 8  | I diamanti di sale nero / Lavoro di squadra 「Les sels noirs de l'ocean」       | -               | 22 dicembre / 23 dicembre 2008    |
| 9  | L'incantesimo di Magmion / Ossigeno vitale 「Une Tribu Qui Manque d'Air」       | -               | 29 dicembre / 30 dicembre 2008    |
| 10 | Foresta in fiamme / Idea vincente 「Les Racines du Mal」                        | -               | 31 dicembre 2008 / 2 gennaio 2009 |
| 11 | Cannone energetico / Utilissima mascotte 「La Tribu des Disparus」              | -               | 29 maggio / 3 giugno 2009         |
| 12 | Il raffreddore di Nick / Lo starnuto della vittoria 「Système en Etat de Choc」 | -               | 4 giugno / 5 giugno 2009          |
| 13 | La nebbia / Il piano di Lavor 「Le Brouillard de Gorm」                         | -               | 24 giugno / 25 giugno 2009        |
| 14 | Buone maniere / Energia condivisa 「Les Bonnes Manières」                       | -               | 26 giugno / 29 giugno 2009        |
| 15 | Missione invisibile / Grande incantesimo 「Une Journée Peu Ordinaire」          | -               | 30 giugno / 1º luglio 2009        |
| 16 | Attacco al Popolo della Terra / Reticolo segreto 「Menace Souterraine」         | -               | 22 giugno / 23 giugno 2009        |
| 17 | Un rospo per amico / Il vero colpevole 「Les Moissons de la Colère」            | -               | 8 giugno / 9 giugno 2009          |
| 18 | Ruscelli di lava / Incantesimo malvagio 「Les Crapauds ont le Cafard」          | -               | 10 giugno / 11 giugno 2009        |
| 19 | La profezia / Lavion il falsario 「Les Seigneurs du Destin」                    | -               | 12 giugno / 15 giugno 2009        |
| 20 | La puntura d’Insecticus / Piccoli grandi eroi 「La Piqûre d'Insecticus」        | -               | 16 giugno / 17 giugno 2009        |
| 21 | L'armatura / Poteri rubati 「Super Gormiti」                                    | -               | 18 giugno / 19 giugno 2009        |
| 22 | Il labirinto del caos 「Le Labyrinthe du Chaos」                                | -               | 19 ottobre 2009                   |
| 23 | Il fantasma della foresta 「Hypnotisés」                                        | -               | 20 ottobre 2009                   |
| 24 | Squarcio dimensionale 「La Faille Interdimensionnelle 1ère Partie」             | -               | 21 ottobre 2009                   |
| 25 | Il ritorno del Sommo Luminescente 「La Faille Interdimensionnelle 2ème Partie」 | -               | 22 ottobre 2009                   |
| 26 | Il risveglio del mostro 「Le Seigneur Des Ténèbres」                            | novembre 2008   | 23 ottobre 2009                   |

### Gormiti - L'era dell'eclissi suprema
| Nº | Titolo italiano Francese                                                              | In onda       | In onda                        |
| Nº | Titolo italiano Francese                                                              | Francese      | Italiano                       |
| 27 | Nuovi poteri / Alberi di pietra 「La Fin du Gorm」                                    | ottobre 2009  | 31 ottobre / 1º novembre 2009  |
| 28 | La tela del ragno / Dritto al cuore 「Arachnophobie」                                 | -             | 7 novembre / 8 novembre 2009   |
| 29 | Toby alla riscossa / Un leader responsabile 「Le Sortilège du Basalte」               | -             | 14 novembre / 15 novembre 2009 |
| 30 | La valle dimenticata / Magia rigenerante 「La Vallée de l'Oubli」                     | -             | 21 novembre / 22 novembre 2009 |
| 31 | Il fascino dei diamanti / L’annullamento degli opposti 「A la Recherche de Diamants」 | -             | 28 novembre / 29 novembre 2009 |
| 32 | La pietra rifrangente / La forza della determinazione 「La Pierre Réfléchissante」    | -             | 5 dicembre / 6 dicembre 2009   |
| 33 | La tana dello sconforto / Una luce nel buio 「Sans Sensations」                       | -             | 12 dicembre / 13 dicembre 2009 |
| 34 | L'anello dell'eternità / Cerimonia oscura 「L'anneau d'Eternité」                     | -             | 19 dicembre / 20 dicembre 2009 |
| 35 | Nuovo incantesimo / Utili consigli 「Diversion」                                      | -             | 26 dicembre / 27 dicembre 2009 |
| 36 | Villaggio abbandonato 「Guerres Internes」                                            | -             | 17 aprile 2010                 |
| 37 | Scambio di poteri 「Echange de Pouvoirs」                                             | -             | 10 aprile 2010                 |
| 38 | Avventura negli abissi 「Hibernation」                                                | -             | 16 ottobre 2010                |
| 39 | L'uovo della solitudine 「L'Oeuf Solitaire」                                          | -             | 24 aprile 2010                 |
| 40 | L'esercito delle tenebre 「Maladresses」                                              | -             | 1º maggio 2010                 |
| 41 | La cupola 「Cloué au Sol」                                                            | -             | 8 maggio 2010                  |
| 42 | La magia degli elementi 「Enfermés en Plein Ciel」                                    | -             | 15 maggio 2010                 |
| 43 | Piume e magia 「Les Ailes Perdues」                                                   | -             | 22 maggio 2010                 |
| 44 | Il picco dell'aquila 「La Forêt Séparée」                                             | -             | 29 maggio 2010                 |
| 45 | La perla rossa 「L'Aigle des Neiges」                                                 | -             | 5 giugno 2010                  |
| 46 | La spada di ghiaccio 「Pouvoir du Nord」                                              | -             | 12 giugno 2010                 |
| 47 | La perla degli abissi 「La Perle des Profondeurs」                                    | -             | 19 giugno 2010                 |
| 48 | Trappole vulcaniche 「Le Pouvoir du Sud」                                             | -             | 26 settembre 2010              |
| 49 | La forza dell'ovest 「Le Pouvoir de l'Ouest」                                         | -             | 25 settembre 2010              |
| 50 | La forza dell'est 「Le Pouvoir de l'est」                                             | -             | 17 ottobre 2010                |
| 51 | L'eclissi 「Eclipse - Partie 1」                                                      | -             | 23 ottobre 2010                |
| 52 | In nome della luce 「Eclipse - Partie 2」                                             | novembre 2009 | 24 ottobre 2010                |

### Gormiti - L'evoluzione Neorganic
| Nº | Titolo italiano Francese                    | In onda        | In onda          |
| Nº | Titolo italiano Francese                    | Francese       | Italiano         |
| 53 | Una nuova era 「Renaissance」               | settembre 2010 | 30 ottobre 2010  |
| 54 | La forza dell'acqua 「Force des eaux」      | -              | 31 ottobre 2010  |
| 55 | Venti di guerra 「Air en péril」            | -              | 6 novembre 2010  |
| 56 | Foresta in fiamme 「Forêt de feu」          | -              | 7 novembre 2010  |
| 57 | Magia oscura del vento 「L'œil de la vie」  | -              | 13 novembre 2010 |
| 58 | Acque torbide 「Eau noire」                 | -              | 14 novembre 2010 |
| 59 | Lava magica 「Rochers de lave」             | -              | 20 novembre 2010 |
| 60 | La foresta avvelenata 「Forêt empoisonnée」 | -              | 21 novembre 2010 |
| 61 | Pericolo invisibile 「La menace de pierre」 | -              | 27 novembre 2010 |
| 62 | Attacco sotterraneo 「Attaque souterraine」 | -              | 11 agosto 2011   |
| 63 | La nebbia di Magor 「Les brumes de Magor」  | -              | 11 agosto 2011   |
| 64 | Il rapimento di Lucas 「Forêt de métal」    | -              | 11 agosto 2011   |
| 65 | Il passaggio 「Le passage」                 | ottobre 2010   | 11 agosto 2011   |

## Colonna sonora
La sigla Gormiti che miti! è scritta da Alessandra Valeri Manera, Max Longhi e Giorgio Vanni, composta da Max Longhi e Giorgio Vanni, cantata da Giorgio Vanni.

## Reboot

### Serie animate
Gormiti Nature Unleashed è una serie di produzione italiana in computer grafica ispirata al mondo dei Gormiti.
Nel 2018 esce Gormiti che va in onda in Spagna su Clan, in Turchia su Cartoon Network, in Francia su Teletoon, in Grecia su Nickelodeon e in Italia su YouTube, Rai Gulp e Rai Yoyo.
Nella serie di corti Gormiti Legends in alcuni episodi ci mostrano qualche citazioni alla serie Gormiti, che miti ovvero nell'episodio 1 la statua di Nick e nell'episodio 8 Poivrons DJ che legge alcuni fumetti dell'omonima serie del 2008.

### Serie live action
Nel 2024 viene trasmessa la prima serie televisiva in live-action, intitolata Gormiti - The New Era, ed è prodotta da Rainbow. Questa serie prende alcuni riferimenti della serie cartoon ad esempio i ragazzini che vengono teletrasportati dal mondo reale al mondo di Gorm etc..